# 한받
한받(1974년~)은 대한민국의 자립음악 싱어송라이터이다. 본인 스스로는 '민중 엔터테이너'라 칭하고 있다.

## 생애
대구 파동에서 태어났다. 본명은 한진식이다. 청소년 시절에는 영화감독을 꿈꾸었으나 집안의 반대로 좌절하고서 경북대학교 전자공학과에 입학했다.
그러나 학업보다는 일제시대 시인들의 시집을 읽거나 단편 영화를 만들고 퍼포먼스와 노래를 하며 대학 시절을 보냈다. 그러면서도 영화감독의 꿈을 포기하지 않고 여러 독립영화제에 작품을 출품하고 '대구 비디오 영상 축제'를 주최하기도 했지만, 1999년 무렵 상경하여 작품을 소개하려다 실패하고는 영화감독의 꿈을 접게 되었다. 이후 학교 선배들과 벤처 회사를 설립했지만 곧 망하고 빚더미에 올라 중국으로 탈출하였다가 누나의 편지를 받고 귀국하여 비정규직 노동자로써 잠시 생활했다. 2003년부터는 '아마츄어증폭기'라는 이름으로 홍대 앞에서 음악 활동을 시작했다. 2008년에는 결혼을 하였으며, 현재까지 만리동에 거주하며 주로 홍대 앞과 각종 집회 현장에서 공연 활동을 이어오고 있다. 또한 아현동에서 부인과 함께 독립서점 '만유인력'을 운영하고 있다.

## 음악 활동
2002년 10월에 대구의 집에서 첫 앨범 《2/9/Y/O/M/C/(29세의 자위대)》를 제작했다. 곧 대학 졸업 즈음 일어난 대구 지하철 방화 사건에 충격을 받아 대구를 탈출하려 했고, 대학교 졸업과 동시에 직장을 구하기 위해 상경하게 된다. 한국예술종합학교 영상원에서 기자재 조교로 취직한 뒤 2003년부터 '아마츄어증폭기'라는 활동명으로 홍대 앞에서 음악활동을 시작했다. 그러는 동안에도 영화에 대한 미련을 못 버리고 한국영화아카데미에 몇 번 응시하였으나 모두 낙방하였다. 2004년에는 독립레이블에서 2집 앨범 《극좌표》를 발매하였으나 곧이어 레이블은 도산했다.
이후에는 '레이디피쉬팝홀(Ladyfish Pop Hall)'이라는 공연장의 매니저로 활동하면서 홍대 앞 인디씬에 대하여 고민을 하기 시작했다. 2006년에는 3집 《소년중앙》을 발매하고서 한국영화아카데미의 기자재 조교로 일하기도 했다. 2009년 중순에는 프랑스 릴의 프레누아 국립현대예술 스튜디오에 응시하여 포트폴리오까지 합격하였으나 면접에서 낙방하고 만다. 이 때에 비로소 영화 때문에 음악을 소외시키지 말고 음악에 매진하기로 결심한다.
이 즈음부터는 스스로를 자립음악가라 칭하기 시작하였는데 이것은 나중에 다른 음악가들과 함께 소위 '자립음악생산조합'을 시작하게 되는 개념으로 발전하게 된다. 2010년에는 수유시장 공공예술프로젝트에 참여하여 상인들을 위한 노래들을 만들기도 하였다. 이 활동을 통해 '돈만 아는 저질'이라는 민중댄스음악을 시작하였다.
이 노래는 2009년 강제철거 위기로 홍대 앞의 '작은 용산'으로 여겨졌던 동교동의 칼국수 식당 두리반의 농성에 연대하는 자립음악회에서 처음으로 발표되었다. 이후에 '뉴타운컬쳐파티 51+ 페스티벌'을 공동으로 기획하여 많은 음악가들이 두리반 농성에 합류하도록 이끌었다. 여기 모인 음악가들이 중심이 되어 자립음악생산조합이 협동조합 형태로 창립되었다.

## 공연 및 방송
2008년 한대수 헌정 음반《물 좀 주소》에 참여했다. 2013년 1월에는 위댄스와 함께 일본의 도쿄와 오사카를 돌며 투어를 가졌으며 이후에도 일본, 독일, 오스트리아, 프랑스 등으로 해외 공연을 다니기 시작했다.
2013년 4월에는 클럽 빵에서 김일두, 쾅프로그램, 위댄스 등의 게스트를 초청하여 데뷔 10주년을 기념하는 기획 공연 '한받십년의미'를 열였다.
2014년 2월에는 EBS 스페이스 공감 '윤영배 / 야마가타 트윅스터'편에 출연했다. 2016년 3월에는 일본의 펑크 밴드 래핑 노즈(LAUGHIN' NOSE)의 챠미(Charmy, チャーミー)가 "K-POP과 한류 드라마와는 전혀 다른 차원에서 존재하고 진화하는 한국의 독립 음악"을 일본에 알리기 위해 기획한 컴필레이션 음반 《대한불법집회(大韓不法集会)》에 참여하였다. 2023년 4월에는 클럽 빵에서 데뷔 20주년을 기념하는 기획 공연 '한받20주년기념 성령부흥대성회'가 열렸다.

## 기타
고등학교 시절부터 이빨이 부서져서 2003년 무렵에는 앞니의 절반이 없는 상태로 공연을 하고 있었으나, 아마츄어증폭기의 팬인 치과의사의 도움으로 임플란트 수술을 통해 이빨을 되찾았다. 2009년에는 남성지 GQ의 '올해의 남자'로 선정되었다.
또한 2010년에는 그의 일대기를 사전 형식으로 담은 자서전 '탐욕소년표류기'를 출판하였다. 2014년 12월에는 한받과 단편선 등이 출연한, 2009년 당시 두리반 강제 철거 반대 농성과 자립음악생산조합 음악인들의 이야기를 담은 다큐멘터리 영화 '파티51'(감독 정용택)이 개봉하였다.

## 관련 활동

### 아마츄어증폭기
'아마츄어증폭기'(Amature Amplifier)는 2003년부터 2008년까지 활동하였다. '아마추어(amateur)'가 아닌 '아마츄어'라는 명칭은, '프로페셔널'의 반대 개념을 뜻할 뿐 아니라 일본 포르노 장르 중 '아마츄어(amature)'라는, 일반인을 섭외하여 제작하는 방식을 뜻하는 단어에서도 따왔다. 처음에는 2001년 대구에 있던 한받의 방 안에서 스스로 기타를 연주하면서 우연히 구성되었다. 클래식 기타를 단순한 주법으로 반복 스트로킹하는 진행을 주로 하고 있다. 펑크 록에 영향을 받아 최소주의의 원칙에 따라 코드를 적게(보통 3~4개) 사용하여 만들었다고 한다. 당시 이화여대 후문에 위치하고 있던 모던록 클럽 빵(현재는 홍대 앞 산울림소극장 근처에 위치)에서 오디션을 통과한 이후, 2003년 4월 20일 첫 공연을 시작으로 2008년 2월까지 약 350여회의 공연을 했다. 음악 웹진 weiv와의 인터뷰에서 밝힌 바 있듯이 강병철과 삼태기, 펫 샵 보이스, 스트레인지러브, 피쉬만즈로부터 많은 영향을 받았으며 생활에서 포착된 감정을 가사로 승화시켜 노래하였다. 공연할 때에는 가발을 쓰고 형형색색의 공연의상을 입고 노래하였는데, 또 다른 인터뷰에서는 거리의 노숙자들의 패션으로부터 많은 영향을 받았다고 하였다. 멤버는 인간인 본인 '한받'이 노래하고 기타를 연주하며, '황보리타'라는 클래식 기타 본체가 또 다른 멤버라고 칭하고 다녔다.
2002년 10월에 대구에서 홈레코딩 제작방식으로 첫앨범 《2/9/Y/O/M/C/(29세의 자위대)》를 제작하였다. 이 앨범에 수록된 '고무인형'의 음원이 인터넷을 통해 알려져 소수의 팬들이 생겨났다. 2003년 여름, 독립음반사 '핑퐁사운드(Ping Pong Sound)'와 계약하게 된다. 2004년 2월에 핑퐁사운드를 통해 2집 음반 《극좌표》를 발매하였다. 그러나 핑퐁사운드는 곧 도산하였고 소속 음반사가 없게 되자 다시 홈레코딩 제작방식으로 세 번째 음반 《소년중앙》을  2006년 12월에 발매하였다. 아마츄어증폭기는 2008년 2월 17일 라이브클럽 "쌤(Ssam)"에서의 공연을 끝으로 한받의 결혼을 계기로 은퇴하였다. 그러나 2009년 8월 8일, 네 번째 음반 《수성랜드》를 발매하였다.
은퇴 이후에는 '아마츄어증폭기'를 코스프레 하여 '아마츄어증폭기를위한아마츄어증폭기'라는 명칭으로 기륭전자 노동자 단식투쟁 현장 및 서울역 앞에서 개최된 비정규직 노동자들을 위한 문화행사에서 공연하는 등 클럽과 집회 현장에서 활동하고 있다.

### 야마가타 트윅스터
'야마가타 트윅스터(Yamagata Tweakster)'는 무산층의 좌절된 일상을 짝수비트의 댄스 음악에 맞추어 춤추고 노래하는 한받의 또다른 1인 프로젝트 밴드이다.
2005년 봄, 우이동에 거주하던 한받은 매킨토시 노트북으로 단순한 비트의 전자음악을 만들어보기 시작했다. 그러다 한국예술종합학교에서 열린 어느 파티에 우연히 '야마가따 트윅스터'라는 이름으로 참가하면서 본격적으로 프로젝트를 시작하게 되었다.
2013년 1월에는 위댄스와 함께 도쿄와 오사카로 콘서트 투어를 다니기도 했다.
현재까지도 본인이 말하는 '민중 엔터테이너'로써의 삶에 충실하기 위하여 여러 공연장과 집회에서 공연하며 지속해나기고 있다.

### 스트레칭 져니
제대로 된 펑크음악을 하고 싶었던 한받은 2006년 여름부터 최윤성과 함께 백재중, 김남윤을 모아 '스트레칭 져니(Stretching Journey)'를 결성하였다. 거기에서는 베이스 기타를 맡았으며 2009년 4월에 앨범을 발매하였다. 그러나 2009년 이후 최윤성의 유학을 계기로 밴드는 활동이 잠정 중단되었다.

### 구루부구루마
2012년부터 한받은 리어카를 제작하고 '구루부구루마'라 이름 붙인 후, 평일에 음악가들의 음반과 서적을 싣고서 홍대 앞을 춤추며 순회하고 있다.
그는 TED의 독립 강연회 'TEDx홍대앞'과 다른 인터뷰에서 구루부구루마를 시작한 이유를 설명하였는데, 칼국수집 '두리반'의 강제 폐업 농성 투쟁이 승리 한 이후 용기를 얻어
지역을 기반으로 자립적인 유통채널을 실험하기 위한 실험으로써 이를 시작하였다고 하였다. 즉 홍대 앞이 자본과 부동산에 침식당하는 것에 포기하지 말고 음악가와 관객이 지역에서 직접 소통하는 구조를 만들 수 있는 가능성으로써, 혹은 그 자체로 하나의 퍼포먼스로써 직접 리어카를 끌고 다니며 몸으로 행하고 있는 것이다.

### 기타
2003년 피쉬만즈 동호회 파티에서 만난 이들과 '굴소년단'이라는 밴드를 결성하여 활동하였다. 2004년에 멤버 중 한 명의 군입대와 한받의 탈퇴로 밴드는 해체되었다.
그리고 결혼 이후 2009년 무렵 조용한 노래들의 포크 음악장르를 기반으로 한 1인 프로젝트 '눈의 피로(Nune-Piro)'로 잠시 활동하였다.

## 음반

### 정규음반
| 순서 | 앨범 정보 | 수록곡 |
| ---- | --- | --- |
| 1집  | 《2/9/Y/O/M/C/ (29세의 자위대)》 - 발매일: 2002년 10월 13일 - 음반사: 자체 제작 - 재발매일: 2003년 7월 - 음반사: 핑퐁사운드 | 1. 꽃밭에서 2. 꿀벌 3. ticket 4. 고무인형 |
| 2집  | 《극좌표 GeukJwaPyo》 - 발매일: 2004년 2월 7일 - 음반사: 핑퐁사운드                                                         | 1. 금자탑 2. 공원 3. 선원 4. 폰팅할까요 5. 순간 6. 고원 7. 극좌표 8. 황홀경 |
| 3집  | 《소년중앙 Sonyeon-Heart》 - 발매일: 2006년 12월 13일 - 음반사: 자체 제작                                                   | 1. 캐논 2. 아폴론 3. 삼위삼체 4. 기절하면서 5. 얼짱각도 45도인가요? 6. 전인미답의 경지를 Crazy 7. 삼촌손 8. 남보원 9. 나이아가라 10. 소작농 11. 유부남 이퀄라이져 12. 참조기 13. 산양 14. 빠찡꼬 15. 맹곡 |
| 4집  | 《수성랜드 Soo Sung Land》 - 발매일: 2009년 8월 8일 - 음반사: 자체 제작                                                     | 1. 수성랜드 2. 먼데이로봇 3. 마네킨 4. 북쪽접근 5. 룸비니 6. 오늘밤도내꿈속에보이는산삼캐는나무밑에그처녀 7. 사교댄스 8. B사감과러브레터 9. 김형사!끝나고술한잔어때? 10. 청포도맛케잌 11. 연신내탈곡기 12. 농협 13. 미남자 14. 이상한나라의톨 15. 경극 16. 사계절스픈사 17. 삐에로 18. 추운공기 19. 행군가 20. 서태평양 21. 유인원 22. 은하데이트 23. 프롤레타리아트 24. 수호성처녀 25. 그랑프리 26. 사소설 |

### 싱글 등 기타 음반
- 2002년 《모든 귀신은 믿는데요(Every Ghosts Believe)》 (Single)
- 2003년 7월 4일 《아내의 미래》 (EP)
- 2003년 7월 4일 《오로라》 (99 Track Single)
- 2003년 7월 4일 《마네킨》 (Single)
- 2003년 12월 6일 《DCXTB/당신은공중에서내려오지마라》 (Mixed Mode Single)
- 2005년 《안녕, 아빠 (Goodbye Daddy, I'm OK, Now》 (OST)
- 2007년 《디드로 (Didro)》 (Single)
- 2007년 8월 《64》 (Digital Single)
- 2007년 9월 21일 《추석선물용》[26]
- 2008년 12월 17일 《NYMa : Raw Gritty Sound VOL.1 원자력의 세계 : 오토 바이닝거》 (Compilation)
- 2009년 5월 1일《45일간의 한정앨범》 (Customer Demand Compilation)
- 2010년 2월 4일 《소년중앙 BASIC》 (3집 재발매반)
- 2023년 5월 23일 《애국가/찹쌀송》 (7인치 Vinyl)[3]

### 참여 음반 및 수록곡
- 2004년 10월 1일 모임 별 EP 《비밀경찰 그리고 사악한 주문들》 : 아마츄어증폭기 - '비밀경찰(아마츄어증폭기 리믹스)'
- 2007년 10월 22일 라이브클럽 빵 컴필레이션 3 《History of Bbang》 : 아마츄어증폭기 - 'DJ Highrise killed monday robot (DJ Highrise remix)' (파고뮤직)
- 2007년 12월 컴필레이션 《Asian Flashback》 : Amature Amplifier - 'Piurius' (P.S.F. Records)
- 2008년 3월 27일 한대수 헌정 음반 《물 좀 주소》 : 아마츄어증폭기 - '물 좀 주소' (타일뮤직)
- 2016년 3월 18일 컴필레이션 《大韓不法集会》 : Yamagata Tweakster - #07 'Zzirassi Road:Ho-Bar', #12 'You Zeozil, Don man aneun Zeozil' (Transceiver Records)
- 2018년 10월 20일 유령 시장 (GHOST MARKET) - 만선 첫번째 컴필레이션  : 야마가타 트윅스터 - 내숭고환자위행위, 아마츄어증폭기 - 사계절스픈사
- 2019년 9월 3일 작은물 컴필레이션 : 아마츄어증폭기 - 마네킨 (나띵 컴페어즈 투 유로 믹스)
- 2019년 12월 28일 이야기해주세요 - 세 번째 노래들 : 한받 - 우린 리우데자네이루 언덕에서 하늘과 바다를 바라보았지, 그리고 돌아오지 않는 엄마에 대해서 생각해 봤어.

## 저서
- 한받 (2010년 3월 22일). 《탐욕소년표류기》. 텍스트. 224쪽. ISBN 978-89-94159-03-4.
- 한받 (2019년 8월 14일). 《동아시아 자립음악 연구》. 만유인력. 531쪽. ISBN 978-89-969491-3-8.